# Maurice Dekobra
Œuvres principales
- La Madone des sleepings
- Macao, enfer du jeu
- Opération Magali

Ernest-Maurice Tessier dit Maurice Dekobra, né le 26 mai 1885 à Paris 10e et mort dans le 18e arrondissement le 1er juin 1973, est un romancier, journaliste, grand reporter et traducteur français.
En 1908, il prend le pseudonyme de Dekobra, après sa rencontre avec une voyante à Biskra qui lisait la bonne aventure dans les traces de deux cobras.

## Biographie

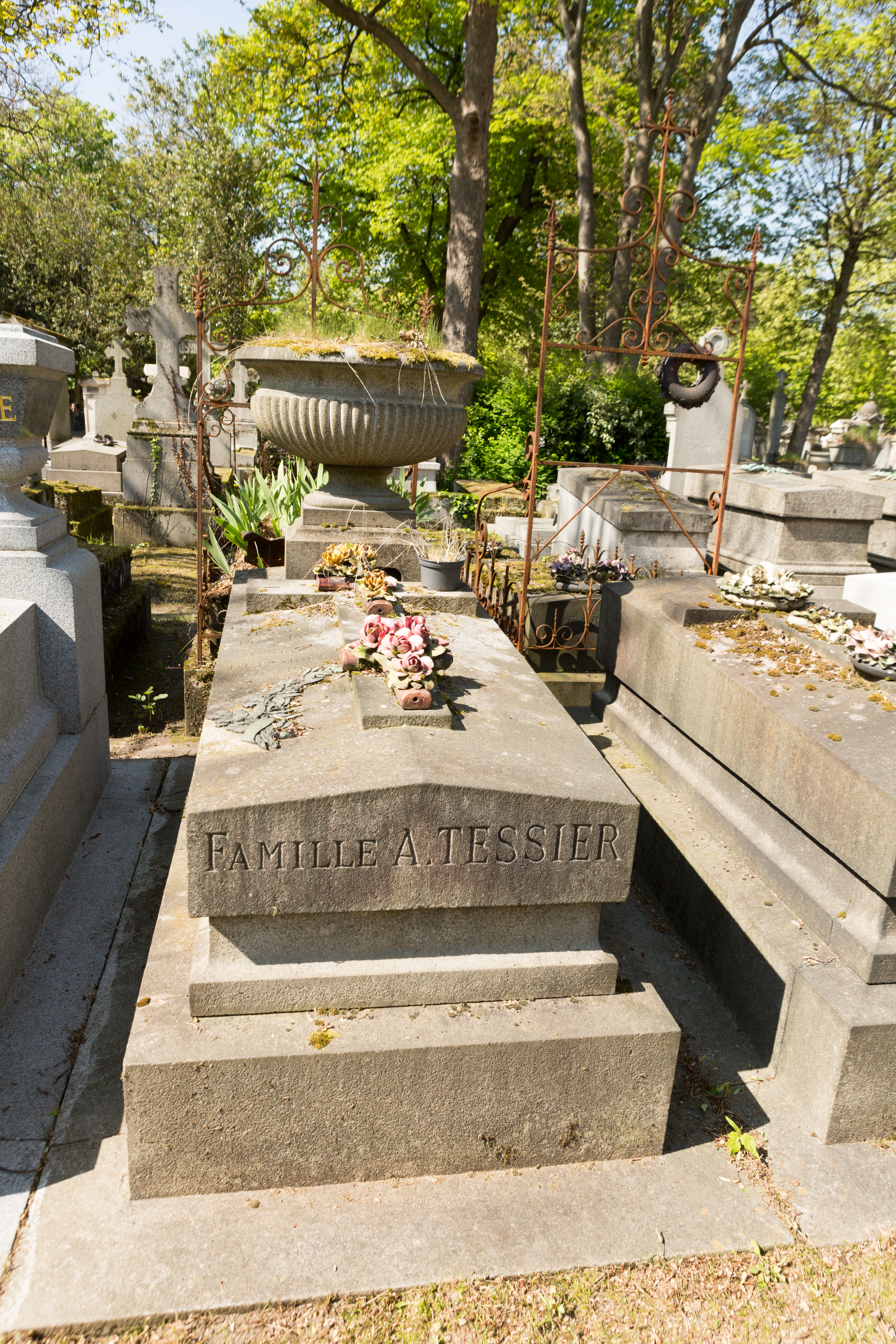
Tombe de Maurice Dekobra au cimetière du Père-Lachaise (division 91).

Dès l'âge de 17 ans, et surtout après son baccalauréat, Maurice Dekobra voyage et vit à l'étranger (Allemagne d'abord, puis Angleterre). Il écrit pour des journaux, effectue son service militaire, et repart découvrir le monde. En 1914, il revient en France et rejoint l'armée. En effet, polyglotte, depuis avril 1913, il était officier interprète de 3e classe de réserve. Il fait une grande partie de la guerre aux côtés des troupes britanniques et américaines.
Après le conflit, la période de l'entre-deux-guerres est celle de ses premiers livres, qui connaissent rapidement le succès. Sa rencontre avec l'éditeur Baudinière est déterminante. Ce dernier met au point avec Maurice Dekobra une véritable entreprise de marketing littéraire. C'est avec lui que l'on voit pour la première fois des livres vendus comme des évènements exceptionnels (campagne d'affiches, librairies ouvertes à minuit, etc.). La Madone des Sleepings est vendue à trois cent mille exemplaires dans l'année.
Maurice Dekobra est le père de la littérature cosmopolite, qui se partageait l'imaginaire des lecteurs avec le mouvement surréaliste. Il est l'écrivain français le plus lu de l'entre-deux-guerres. Il vendra plus de 90 millions de livres et sera une véritable star mondiale. Voyageur, il rapporte généralement deux livres de ses périples : un livre de voyage et un roman. Il est un des premiers écrivains à écrire ses romans avec une véritable précision géographique. Il est à ce titre l'inventeur d'un nouveau type de littérature. On pense qu'il a été un des inspirateurs du Tintin de Hergé. Il émigre aux États-Unis en 1940. De retour en France, il se lance, avec une certaine réussite, dans l'écriture de romans policiers. En 1951, il obtient le Prix du Quai des Orfèvres pour son livre Opération Magali. Membre de la Société des gens de lettres, de la Société des auteurs dramatiques, du Syndicat des journalistes et de l'Association des journalistes parisiens, il est officier de la Légion d'honneur depuis août 1935 (et chevalier depuis mars 1925).
Il connait un succès international avec le plus célèbre de ses romans, La Madone des sleepings, paru en 1926 (et adapté deux fois au cinéma). Un autre de ses succès, Macao, l'enfer du jeu, paru en 1938, est porté à l'écran par Jean Delannoy avec Erich von Stroheim dans le rôle de Werner von Krall.
En 1972, un an donc avant sa mort, il publie (à 87 ans), aux Presses de la Cité, son dernier livre qui se présente comme une sorte de suite au fameux La Madone des Sleepings : La Madone des Boeings.
Maurice Dekobra meurt le 1er juin 1973 à Paris et est enterré au cimetière du Père-Lachaise (91e division).

## Le style dansLa Madone des Sleepings
L'académicien Dominique Fernandez a lu Maurice Dekobra et analysé son style.

## Œuvres
Maurice Dekobra a publié :

### 1912-1923
- Histoires de brigands, illustré par Édouard Saunier, Éditions Ambert, 1912.
- Les Mémoires de Rat-de-Cave ou Du Cambriolage considéré comme un des beaux-arts, illustré par Édouard Saunier, Éditions Ambert, 1913
- "Ma Princesse chérie", J.Ferenczi, 1914
- Grain d'Cachou, la Renaissance du livre, 1918 ; réédition, Librairie Baudinière, 1947
- Sammy, volontaire américain, l'Édition française illustrée, 1918
- Le Gentleman burlesque, l'Édition française illustrée, 1919
- Hamydal le Philosophe, Renaissance du livre, 1921
- Prince ou Pitre, Ferenzi, 1921
- Les Strophes Libertines du Chevalier Naja, l'Édition française illustrée, 1920 ou 1921, Dutel 2456[9]
- Les Liaisons tranquilles, La Renaissance du Livre, 1920
- "Au pays du fox-trot", Le Renaissance du livre, 1922
- Histoires de brigands, Moderne, s.d.
- Une momie a été perdue..., Kemplen, s.d.
- Le Voyage sentimental de lord Littlebird (avec René Caire), Ambert, s.d.
- L'Homme qu'elles aimaient trop  Valmont, s. d.
- Les Sept femmes du prince Hassan  Valmont, s. d.
- La Biche aux yeux cernés, Éditions cosmopolites, s. d.
- Messieurs les Tommies, la Renaissance du livre, s. d.

### 1923-1939

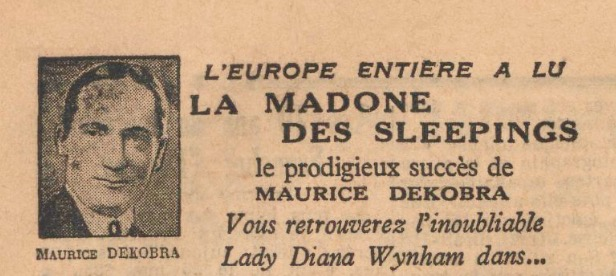
Annonce publicitaire pour la parution de La Gondole aux chimères, Le Journal, 25 mai 1926.

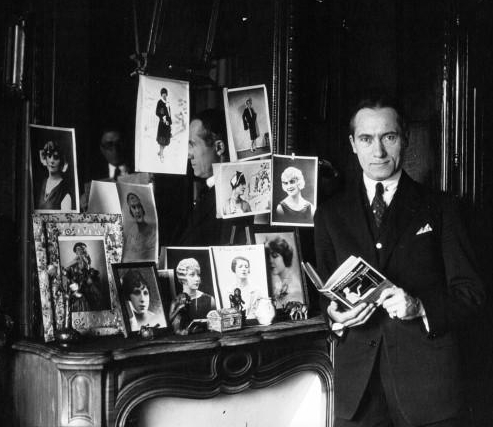
Maurice Dekobra en 1927.

- Minuit... Place Pigalle, Librairie Baudinière 1923 Avec 12 Hors-Textes de Jean Oberle.
- Mon cœur au ralenti, Librairie Baudinière, 1924
- La Vénus à roulettes, La Nouvelle Revue Critique, 1925
- La Madone des sleepings, Librairie Baudinière, 1925
- La Gondole aux chimères, Librairie Baudinière 1926
- Les Nuits de Walpurgis, Librairie Baudinière, 1926
- Tu seras courtisane, Librairie Baudinière 1927
- Flammes de velours, Librairie Baudinière, 1927
- Le Rire dans la steppe, (avec  Don Aminado) Librairie Baudinière, 1927
- Le Rire dans le soleil, (avec  Vittorio Guerriero) Librairie Baudinière, 1927
- Le Rire dans le brouillard Petite anthologie des meilleurs humoristes anglais et américains", E. Flammarion, 1927
- Sérénade au bourreau, Librairie Baudinière, 1928
- Luxures, Éditions du Loup, 1928
- Prince ou Pitre (nouvelle édition), Librairie Baudinière, 1929
- Les Tigres parfumés. Aventures au pays des maharajahs, Éditions de France, 1929
- Le sphinx a parlé, Librairie Baudinière, 1930
- Aux cent mille sourires, Librairie Baudinière, 1931
- Fusillé à l'aube, Librairie Baudinière, 1931
- L'Archange aux pieds fourchus, Librairie Baudinière, 1931
- Pourquoi mourir ?, Librairie Baudinière, 1931
- Histoires de brigands, Moderne, 1931
- La Volupté éclairant le monde, Librairie Baudinière, 1932
- Adaptation de La Forêt qui pleure, roman policier de Wadworth Camp, Éditions de France, 1932
- Adaptation de Monsieur Lamber sera tué le..., roman policier de Isabelle Ostrander, Éditions de France, 1932
- Mimi Broudway Extr. de Paris-soir, 7 juin-2 juillet 1932
- Le Geste de Phryne Éditions Cosmopolites, 1933
- Rue des bouches peintes, Librairie Baudinière, 1933
- La Mort aux yeux d'émeraude, Extr. du Miroir du Monde, 8 et 15 avril 1933
- Confucius en pull-over, Librairie Baudinière, 1934
- Madame Joli-Supplice, Librairie Baudinière, 1935
- Le Fou de Bassan, suivi de La Rose qui saigne, Librairie Baudinière, 1937
- Le Sabbat des caresses ou les plaisirs de la nuit, Librairie Baudinière, 1935
- Macao, enfer du jeu, Librairie Baudinière, 1938
- Poker d’Âmes ou le voyage sentimental d’une Américaine au pays de tendre, Librairie Baudinière, 1939

### 1941-1946
- Émigrés de luxe, Brentano's, New York, 1941
- Le Roman d'un lâche, Brentano's, New York, 1942
- La Perruche Bleue Journal d'une courtisane sous la terreur nazie, Brentano's, New York, 1945
- Sept ans chez les hommes libres, Paris : Sfelt, 1946, in-12, 379 p.

### 1947-1972
- Hamydal le Philosophe, Librairie Baudinière, 1947
- La Madone à Hollywood, Librairie Baudinière, 1946
- La Prison des Rêves, Librairie Baudinière, 1947
- Lune de Miel à Shanghaï, Librairie Baudinière, 1947
- Satan refuse du monde, Éditions SFELT, 1947
- La Bacchanale inachevée, les Éditions de Paris, 1947
- Don Juan frappe à la porte, Éditions de la Couronne, 1948
- La Pagode des amours mortes, d'après J. L. Miln, S.E.P.E., 1948
- Les Vestales du veau d'or, Librairie Baudinière, 1948
- La Haine aux gants de velours, 1948
- Et Ève gifla Adam... ou les aventures d'une Yankee à Montparnasse, Librairie Baudinière, 1949
- Salutations distinguées, Librairie Baudinière, 1949
- La Pavane des poisons, Librairie Baudinière, 1950
- Sous le signe du cobra, Librairie la Baudinière, 1951
- Cafard mauve, Journal intime d'une femme de 49 ans, Éditions Baudinière, 1951
- Opération Magali, Prix du Quai des Orfèvres, Hachette "L'Énigme", 1951
- Mes tours du monde, Librairie Baudinière, 1952
- Les femmes que j'ai aimées, les Éditions du Scorpion, 1954
- Le Bateau des mille caresses, J. d'Halluin, 1955
- Monsieur Lambers mourra ce soir, Le Masque, 1956
- L'armée rouge est à New York (la guerre future ?), les Éditions du Scorpion, 1954
- Minuit, l'heure galante, les Éditions du Scorpion, 1956
- La Veuve aux gants roses, les Éditions du Scorpion, 1956
- Les lotus dorment la nuit, N.E.T.O. PARIS, 1956
- Le bourreau n'attend jamais, A. Martel, 1957
- Férocement vôtre, les Éditions du Scorpion, 1956
- Un soir sur le Danube, le roman d'un traître, Tallandier, 1957
- Vamp ou Vestale, N.E.T.O., 1957
- Son altesse mon amant, Éditions Valmont et du Scorpion, 1958
- Le Lis dans la tempête,  le roman d'une reine de beauté, Éditions Valmont, 1959
- Casanova à Manhattan, Valmont, 1960
- Le Pacha de Brooklyn, Éditions Valmont, 1960
- La Trahison du colonel Redko, Éditions du Scorpion, 1960
- L'Homme qui mourut deux fois (les vestales du veau d'or), Éditions Karolus, 1960
- Secrets de sleeping recueillis par René Delpêche, présentés par Maurice Dekobra, Éditions Karolus, 1960
- Bouddha le Terrible, le Livre artistique, 1961
- Dalila, sirène du désert , le Livre artistique, 1961
- La Vénus aux yeux d'or, Éditions Karolus, 1962
- L'Amazone de Pretoria : un épisode de la guerre du Transvaal, (avec  Anne-Mariel), Presses de la Cité, 1963
- Anicia, l'espionne de Moukden, (avec  Anne-Mariel), Presses de la Cité, 1964
- Le Vengeur de Mayerling, un complot contre François-Joseph, Presses de la Cité, 1965
- Véronica, qui êtes-vous ?, (avec  Anne-Mariel), Presses de la Cité, 1965
- L'Espion qui faisait rire, Presses de la Cité, 1966
- Anicia et le Sultan rouge, (avec  Anne-Mariel), Presses de la Cité, 1966
- Anicia et le Tigre royal, (avec  Anne-Mariel), Presses de la Cité, 1967
- Fascinante Véronica, (avec  Anne-Mariel), Presses de la Cité, 1968
- Le Salon de Madame Ublo, la ménagerie des gens de lettres, A. Michel, 1969
- Les turquoises meurent aussi, Presses de la Cité, 1969
- Rendez-vous chez Maxim's, Presses de la Cité, 1970
- Un banco de deux milliards, Presses de la Cité, 1971
- Éperdument à toi, Éditions France-Empire, 1972
- La Madone des Boeings, Presses de la Cité, 1972

Maurice Dekobra a traduit le roman de Jack London Jerry dans l'île (Jerry of the Islands, titre actuel: Jerry, chien des îles), paru chez Hachette/les éditions G. Crès & Cie en 1926. 

## Distinctions
- Chevalier de la Légion d'honneur au titre du ministre de l'Intérieur (décret du 28 mars 1925). Parrain : François de Tessan, journaliste, écrivain et homme politique.
- Officier de la Légion d'honneur au titre du ministre de l'Intérieur (décret du 10 août 1935). Parrain : Raoul Sabatier, journaliste et écrivain.

### Adaptations au cinéma et à la télévision

#### Cinéma
- 1926 : La Girl aux mains fines (Liebe geht seltsame Wege) de Jean Rosen et Fritz Kaufmann
- 1927 : La Madone des sleepings de Maurice Gleize et Marco de Gastyne
- 1928 : Mon cœur au ralenti de Marco de Gastyne
- 1928 : Minuit, place Pigalle de René Hervil
- 1928 : Prince ou Pitre (Fürst oder Clown) d'Alexandre Razoumny
- 1929 : Quartier Latin d'Augusto Genina
- 1931 : Le Sphinx a parlé (Friends and Lovers) de Victor Schertzinger
- 1934 : Minuit, place Pigalle de Roger Richebé
- 1936 : La Gondole aux chimères d'Augusto Genina
- 1937 : Yoshiwara de Max Ophuls
- 1942 : Macao, l'enfer du jeu / L'Enfer du jeu / Macao (en Belgique) de Jean Delannoy
- 1950 : Sérénade au bourreau de Jean Stelli
- 1950 : Fusillé à l'aube d'André Haguet
- 1952 : Opération Magali de Lazlo V. Kish
- 1953 : La rafle est pour ce soir de Maurice Dekobra
- 1955 : La Madone des sleepings d'Henri Diamant-Berger
- 1955 : Le Manuel du très bon ton : l'invitation à diner, court-métrage de Ben Barkay et de Maurice Dekobra
- 1955 : Soupçons de Pierre Billon
- 1955 : La Rue des bouches peintes de Robert Vernay
- 1964 : Passeport diplomatique agent K 8 de Robert Vernay

#### Télévision
- 1980 : Les Amours des années folles, série télévisée, épisode Prince ou pitre de Philippe Galardi
- 2003 : Satan refuse du monde, téléfilm de Jacques Renard